# 笠井清
笠井 清（かさい きよし、1906年5月12日 - 1995年1月17日）は、国文学者、甲南大学名誉教授。
1932年京城帝国大学国文科卒。京城帝大予科教授、戦後は神戸大学教授、1962年甲南大学教授。1976年定年退任、名誉教授。
近世・近代文学を専攻、のち南方熊楠の研究を行った。

## 著書
- 『鴎外『山椒大夫』『高瀬舟』新講』1956.有信堂文庫
- 『西鶴と外国文学』明治書院、1963
- 『椀久一世の物語 評釈と論考』明治書院、1963
- 『南方熊楠』吉川弘文館,1967.人物叢書,新装版 1985,ISBN 	9784642050142,オンデマンド版 2021 ISBN 	9784642750141
- 『南方熊楠 人と学問』吉川弘文館、1980 NCID:BN00382853
- 『俳文芸と背景』明治書院、1981
- 『南方熊楠 親しき人々』吉川弘文館、1982 NCID:BN00395946
- 『野口翁と古谷石』多屋孫書店、1986.田奈部豆本
- 『南方熊楠外伝』吉川弘文館、1986 NCID:BN00753128　ISBN　4642072616

### 編
- 『南方熊楠書簡抄 宮武省三宛』吉川弘文館、1988　NCID:BN02099070 ISBN　4642072713

## 参考
- 『南方熊楠』著者紹介
- 『笠井清教授略歴・著書・論考 (笠井清教授退職記念論文集)」甲南大学紀要 文学編 1976